# Bibliothèque de Varennes
La bibliothèque de Varennes, aussi connue sous le nom de bibliothèque Jacques-Lemoyne-de-Sainte-Marie, est une bibliothèque publique autonome desservant 21 743 habitants et constitue le seul point de service de la municipalité de Varennes (Québec, Canada).

## Description
Située au centre-ville de la municipalité, la bibliothèque publique dont l’abonnement est gratuit pour les résidents offre plusieurs services comme l’accès aux collections physique et numérique. Elle dispose d’un catalogue d’accès public en ligne. Le bâtiment comporte différents espaces, dont un pour les jeunes ayant sa propre salle d’animation et du mobilier adapté; un espace pour ados permettant de jouer à des jeux de société, des jeux vidéo et faire des impressions 3D ; puis la section pour adulte qui dispose de tables de travail et d’un laboratoire informatique. La bibliothèque est également dotée d’une salle multifonctionnelle qui sert de lieu d’exposition ou d’animation.

## Historique
La première bibliothèque publique de Varennes naît en 1990. Ce n'est cependant qu'en 1977, qu'est émise l'idée d'un projet de bibliothèque municipale à la suite de la demande des citoyens ; celle-ci ouvre ses portes en 1982. Suivra alors un projet de reconstruction qui débute en 2012 et cette dernière sera inaugurée le 19 décembre 2014.

## Architecture
À son ouverture, la bibliothèque de Varennes était la première institution ayant un bâtiment à consommation énergétique nette zéro au Québec. Différentes mesures ont été prises en faveur du développement durable. Reconstruite sur le site de l’ancienne bibliothèque, 75 % des déchets de construction ont été récupérés. D'une superficie de 2 230 m2 sur deux étages, sa construction moderne et ses différentes technologies permettent de réduire considérablement les émissions de gaz à effet de serre de la bibliothèque ainsi que de réduire sa consommation d’eau potable de 40 à 50 %. Elle a obtenu la certification LEED Or. Grâce au design stratégique du bâtiment et l’utilisation de panneaux photovoltaïques, elle peut produire autant d’énergie qu’elle en consomme. L'édifice accumule des crédits, grâce à l'ensoleillement durant le jour,  et ceux-ci servent à répondre aux besoins en soirée. Le surplus d'énergie contribue également à alimenter le réseau d'Hydro-Québec.
En juin 2016, la bibliothèque obtient le prix dans sa catégorie pour le volet Culture et développement décerné par le Réseau les Arts et la Ville.